# Ostrovo (Markušica)
Pour les articles homonymes, voir Ostrovo.
Ostrovo (serbe : Острово) est un village situé dans le comitat de Vukovar-Syrmie, en Croatie. Le village est habité par des Serbes et comptait 578 habitants au recensement de 2001.